# Christine Kangaloo
Christine Carla Kangaloo (San Fernando, 1º dicembre 1961) è un avvocato e politica trinidadiana, presidente di Trinidad e Tobago dal 2023, quindi seconda donna a ricoprire tale carica.

## Biografia

### Educazione e carriera legale
Christine Carla Kangaloo è nata il 1⁰ dicembre 1961 in una famiglia di origine indiana, quinta dei sette figli di Carlyle e Barbara.
Frequentò la Grant Memorial Presbyterian Primary School e il St. Joseph's Convent di San Fernando. Nel 1983 si laureò ai campus di St. Augustin e Cave Hill dell'Università delle Indie occidentali e nel 1985 ottenne il Certificato di Formazione Legale alla Hugh Wooding Law School.
Nello stesso anno cominciò a praticare la professione di avvocata allo studio legale Hobsons, per poi lavorare in quello del padre fino al 1992, anno in cui divenne Assistente Cancelliere alla Corte Suprema della Magistratura. Ricoprì questo ruolo fino al 1996, quando tornò in uno studio privato dopo la morte del padre. Nel 1998 entrò in uno studio legale di San Fernando.

### Carriera politica

#### Incarichi parlamentari
Nel 2001 venne nominata Senatrice dell'Opposizione e nel 2002 fu eletta Vicepresidente del Senato. Alle elezioni generali del 2007 venne eletta alla Camera dei Rappresentanti nella circoscrizione di Point-à-Pierre. Nelle elezioni generali del 2015 e del 2020, invece, fu eletta Presidente del Senato, carica che la portò ad agire in trentatré occasioni come Presidente della Repubblica ad interim.

#### Incarichi ministeriali
Dal 2002 al 2005, come Ministra con responsabilità dell'Erogazione dei Servizi Sociali, ricoprì il suo primo incarico nel Governo e collaborò con diverse ONG.
Dal 2005 al 2007, in quanto Ministra degli Affari Legali, lavorò per aumentare le informazioni e la consapevolezza a disposizione dei consumatori, supervisionando la Consumer Affairs Division. Inoltre, il programma del Ministero sul certificato di nascita gratuito vinse il Prime Minister's Award for Innovation 2005. In seguito supervisionò il servizio Mail In Mail Out, la campagna "Here to Help" della Legal Aid and Advisory e un cambiamento del sistema di pagamento del Registro Fondiario che si è aggiudicato il Prime Minister's Award for Service Excellence 2006. Sotto il suo mandato, nel 2007, le Leggi di Trinidad e Tobago sono state pubblicate per la prima volta su formato CD-ROM.
Dal 2007 al 2010 fu Ministra della Scienza, della Tecnologia e dell'Istruzione Terziaria. In questo terzo incarico ministeriale si occupò in particolare di attuare programmi di formazione giovanile.

#### Presidente di Trinidad e Tobago
Il 6 gennaio 2023 il primo ministro Keith Rowley annunciò che il suo Governo avrebbe sostenuto Christine Kangaloo come successore di Paula-Mae Weekes. Di conseguenza ha lasciato la presidenza del Senato in vista delle elezioni del 20 gennaio.
Christine Kangaloo è stata eletta alla presidenza della Repubblica con 48 voti su 73, contro Israel Raja Khan, il candidato dell'opposizione. È entrata in carica il 20 marzo 2023.

## Vita privata
È sposata con Kerwyn Garcia dal 1998. È stata affetta da cancro al seno e nel 2004 è stata curata all'estero.